# Championnat de Yougoslavie de football 1936-1937
Navigation
Saison précédente Saison suivante
La saison 1936-1937 du Championnat de Yougoslavie de football était la quatorzième édition du championnat de première division en Yougoslavie. Dix clubs prennent part à la compétition et sont regroupés en une poule unique où ils affrontent deux fois leurs adversaires, à domicile et à l'extérieur.
C'est le club du Građanski qui remporte la compétition, en terminant en tête du classement final du championnat avec quatre points d'avance sur le Hajduk Split et cinq sur un duo composé du triple tenant du titre, le BSK Belgrade et le SK Jugoslavija. C'est le 4e titre de champion de Yougoslavie de l'histoire du club.

## Les clubs participants
| - Concordia Zagreb - Hajduk Split - SK Jugoslavija - HASK Zagreb - BASK Belgrade - Primorje Ljubljana - FK Slavija - BSK Belgrade - Slavija Osijek - Građanski |

## Compétition

### Classement
Le classement est effectué en utilisant le barème classique (victoire à 2 points, match nul un point, défaite zéro point).
| Rang | Équipe             | Pts | J  | G  | N | P  | Bp | Bc | Diff |
| ---- | ------------------ | --- | -- | -- | - | -- | -- | -- | ---- |
| 1    | Građanski          | 26  | 18 | 12 | 4 | 2  | 50 | 16 | +34  |
| 2    | Hajduk Split       | 22  | 18 | 9  | 3 | 6  | 39 | 19 | +20  |
| 3    | BSK Belgrade (T)   | 21  | 18 | 8  | 5 | 5  | 48 | 24 | +24  |
| 4    | SK Jugoslavija     | 21  | 18 | 9  | 3 | 6  | 39 | 28 | +11  |
| 5    | FK Slavija         | 17  | 18 | 7  | 3 | 8  | 36 | 40 | -4   |
| 6    | BASK Belgrade      | 16  | 18 | 7  | 2 | 9  | 37 | 40 | -3   |
| 7    | HAŠK Zagreb        | 16  | 18 | 5  | 6 | 7  | 22 | 39 | -17  |
| 8    | Primorje Ljubljana | 15  | 18 | 6  | 3 | 9  | 21 | 40 | -19  |
| 9    | Concordia Zagreb   | 13  | 18 | 5  | 3 | 10 | 26 | 48 | -22  |
| 10   | Slavija Osijek     | 12  | 18 | 5  | 2 | 11 | 23 | 47 | -24  |

|  | Qualification pour la Coupe Mitropa 1937 |
|  | (T) : Tenant du titre                    |

## Bilan de la saison
| Championnat de Yougoslavie de football 1936-1937                        |                      |
| Champion                                                                | Građanski (4e titre) |
| Qualifications continentales                                            |                      |
| Coupe Mitropa 1937                                                      | Građanski            |
| Promotions et relégations                                               |                      |
| Promus en Prva Liga                                                     | Aucun                |
| Relégués en Championnat de Yougoslavie de football de deuxième division | Aucun                |